# District de Castres
Le district de Castres était une division territoriale française du département du Tarn de 1790 à 1795.

## Histoire
Le district de Castres est créé en 1790. Par la loi du 28 pluviôse an V (16 février 1797), le canton d'Anglès est cédé au district de Castres, en échange du canton de Saint-Gervais-sur-Mare qui est attaché au district de Béziers. Par la loi du 28 pluviôse an VIII (17 février 1800), le district de Castres est remplacé par l'arrondissement de Castres.

## Composition
Il était composé de 11 cantons (dont deux aujourd'hui disparus) : 
- Boissezon,  (aujourd'hui disparu)
- Castres,
- Dourgne,
- Labruguière,
- Lautrec,
- Mazamet,
- Montredon
- Roquecourbe,
- Saint-Amans-Labastide,
- Sorèze,  (aujourd'hui disparu)
- Vielmur.

## Sources
- La formation du Département du Tarn, Appolis Émile, Bibliothèque de la Revue du Tarn (1938).
- Communes du Tarn - Archive et Patrimoine, Conseil Général du Tarn et Archives départementales (1990) -  (ISBN 2-907-508-04-0)